# Bellmund
Bellmund é uma comuna da Suíça, situada no distrito administrativo de Bienna, no cantão de Berna. Tem 3,8 km² de área e sua população em 2018 foi estimada em 1.689 habitantes.